# Vendel Krajcar
Vendel Krajcar (madžarsko Krajczár Vendel) madžarski slovenski komunistični aktivist. * Gornji Senik, 22. januar, 1901; † Vasszentmihály 2. maj, 1975.
V družini jebilo sedem otrok, zato Vendel je moral na sezonsko delo in sicer v Gjuru (Győr). To je bilo 21. marca, leta 1919, tega leta je bila razglašena Madžarska sovjetska republika. Krajcar je postal navdušen pristaš republike in je aktivno sodeloval pri zatiranju protirevolucionarnih nastopov, tako na primer v potepanja Murske republike.

Ampak na Gornjem Seniku zelo malo ljudi simpatiziralo s sovjetsko republiko, povrh sančari so napasali komisari 10. aprila, leta 1919. Nato je moral zbežati v Avstrijo. Po vrnitvi v domovino so ga večkrat vpoklicali k vojakom. Ker je govoril več jezikov (prekmurski, madžarski, nemški, bolgarski in ruski) je pogosto deloval kot interpret (tolmač).
Umrl v Vasszentmihályu med Monošter in Kermendin (Körmend).